# Nowe Monasterzysko
Nowe Monasterzysko (niem. Neu Münsterberg)  – wieś, w Polsce położona w województwie warmińsko-mazurskim, w powiecie elbląskim, w gminie Młynary. 
W latach 1975–1998 miejscowość administracyjnie należała do województwa elbląskiego.

## Ruiny cmentarza w Nowym Monasterzysku oraz tablica ofiar pierwszej wojny światowej
Cmentarz położony był obok kościoła ufundowanego ok. 1600 r. Patronem i budowniczym był Joachim von Belau.
Na cmentarzu jeszcze długo po wojnie znajdował się kamień nagrobny z napisem: † Joh. Joachim von Belau 1623. W podziemiach kościoła pochowano także Fryderyka Augusta von Belau, zmarłego 1 lipca 1725 r., ostatniego z tego rodu dziedzica Sokolnika (Falkhorst), Kwietnika (Blumenau), Nowego Monasterzyska i Podgórza (Greulsberg) oraz zmarłą rok wcześniej jego żonę, Marię-Luizę. Kościół w Nowym Monasterzysku był filią kościoła w Zastawnie (Schönberg) i przestał istnieć ok. 1780 r. 
Prowadzone na terenie cmentarza ratownicze badania archeologiczne stały się inspiracją do powstania gry komputerowej „Excavate!”.